# Estazolam
L'estazolam est une substance chimique de la famille des benzodiazépines notamment commercialisée sous le nom de Nuctalon ou Prosom. Comme toutes les molécules de cette famille, elle possède des propriétés anxiolytiques, hypnotiques ou sédatives, anticonvulsantes, et myorelaxantes.
L'estazolam est uniquement utilisé comme hypnotique en France.
Il est efficace aux doses d'1 ou 2 mg,.
Breveté par Abbott et produit pour la France par Takeda depuis 1977, il est peu prescrit aujourd'hui avec 0,4 million de boites vendues par an.

## Pharmacologie
Produit proche de l'alprazolam, l'un des anxiolytiques les plus prescrits, il s'en distingue par l'absence de groupe méthyle lié à son triazole en haut de sa structure. Cette différence le rend moins lipophile que son cousin méthylé, ce qui réduit sa vitesse d'absorption (Tmax = 1.5h-2h) dans le système nerveux mais rallonge aussi sa durée d'action, en ralentissant sa dispersion au travers des tissus graisseux du corps. Son élimination est relativement lente comparé aux autres hypnotiques avec une demi-vie de 14h en moyenne. Il est donc utilisé pour éviter les réveils prématurés au moins autant que pour induire le sommeil. Dans ce rôle il se rapproche du nitrazépam, hypnotique plus ancien, voire du loprazolam ou du lorazépam qui sont plus répandus en France.
Tout comme les nombreux produits apparentés, l'estazolam influence l'action du GABA en renforçant l'activité des récepteurs GABA-A, activés de manière naturelle par le corps. On parle alors d'un modulateur allostérique positif. Contrairement au barbital, ce produit n'est pas un agoniste de ces récepteurs et ne fait que renforcer leur activité lors de leur activation naturelle (ou bien par le fait d'un autre agoniste, comme l'alcool) ce qui limite quelque peu les risques de surdosage.
Le produit semble n'avoir aucun effet sur les enzymes du cytochrome P450.

## Effets secondaires
Les effets indésirables à déplorer sont les mêmes que pour les autres produits de sa classe, avec notamment une certaine somnolence, ainsi que des pertes de mémoire (affectant surtout la mémoire épisodique et la mémoire sémantique). Les risques de rencontrer ces complications varient de façon notoire en fonction des doses.
S'il est utilisé à long terme et a fortiori en grandes quantités, il peut mener à une tolérance et une dépendance non négligeable. Utilisé à hauteur d'1 mg cependant, il n'induit pas d'accoutumance ni de phénomène de rebond majeur,.
Une étude récente a mis en exergue le rôle possible de certaines benzodiazépines dans le développement de la maladie d'Alzheimer. Toutefois, leur rôle dans l'apparition de ces symptômes est infirmé par des études et analyses contradictoires,. Davantage de recherche est nécessaire pour s'exprimer sans équivoque sur le rôle de ces médicaments vis-à-vis des cas de démence ou de certains cancers.